# Вила Гуардия
Вѝла Гуа̀рдия (на италиански и на ломбардски: Villa Guardia) е градче и община в Северна Италия, провинция Комо, регион Ломбардия. Разположено е на 350 m надморска височина. Населението на общината е 8033 души (към 2017 г.).